# Horta da Vilariça
Horta da Vilariça é uma povoação portuguesa sede da Freguesia de Horta da Vilariça do Município de Torre de Moncorvo, freguesia com 14,58 km² de área e 208 habitantes (censo de 2021), tendo, por isso, uma densidade populacional de 14,3 hab./km².
A freguesia é composta por duas aldeias:
- Horta da Vilariça
- Vide

## Demografia
Nota: No censo de 1864 figura com o nome de Vide e Horta. De 1878 a 1900 figura Horta. Nos censos de 1911 a 1930 figura Horta e Vide. Com a publicação do decreto lei nº 27.424, de 31/12/1936, Vide passou a fazer parte desta freguesia.
A população registada nos censos foi:
| Distribuição da População por Grupos Etários | Distribuição da População por Grupos Etários | Distribuição da População por Grupos Etários | Distribuição da População por Grupos Etários | Distribuição da População por Grupos Etários |
| -------------------------------------------- | -------------------------------------------- | -------------------------------------------- | -------------------------------------------- | -------------------------------------------- |
| Ano                                          | 0-14 Anos                                    | 15-24 Anos                                   | 25-64 Anos                                   | > 65 Anos                                    |
| 2001                                         | 48                                           | 49                                           | 167                                          | 132                                          |
| 2011                                         | 12                                           | 19                                           | 156                                          | 123                                          |
| 2021                                         | 14                                           | 9                                            | 94                                           | 91                                           |